# Czarni Bracia (organizacja)
Czarni Bracia – organizacja powstała w październiku 1823 r. w Krożach na Żmudzi. Członkami założycielami byli piętnastoletni Jan Prosper Witkiewicz oraz osiemnastoletni Cyprian Janczewski - uczniowie gimnazjum.
Bezpośrednim impulsem do powstania związku było aresztowanie w wyniku procesu akademików wileńskich, a następnie wywiezienie do wileńskiego więzienia u Bazylianów, nauczyciela gimnazjalnego, filomaty Jana Sobolewskiego.
Związek „Czarnych Braci” nie miał regulaminu, a konkretnym celem działania było ulżenie losu aresztowanym promienistym: Sobolewskiemu i innym np. Adamowi Mickiewiczowi, który uczył Cypriana Janczewskiego w gimnazjum w Kownie.
"Czarni Bracia” porozsyłali do dyrektora Ignacego Dowiata i ponad 400 uczniów gimnazjum, do studentów Uniwersytetu Wileńskiego listy uświadamiające powszechny uległy stosunek do zaborcy, odezwy treści patriotycznej, w Krożach porozlepiali stosownej treści wiersze, których autorami byli Jan Witkiewicz, Cyprian Janczewski i Feliks Zielenowicz. Do stowarzyszenia należeli także Alojzy Pieślak, Mikołaj Suchocki i Wiktor Iwaszkiewicz.
Tajny związek został wykryty w wyniku denuncjacji. Senator Nowosilcow przysłał komisję śledczą pod kierownictwem Leona Bajkowa. W wyniku jej przesłuchań sześciu uczniów i jednego nauczyciela gimnazjum wywieziono do Wilna i osadzono w różnych więzieniach.
6 stycznia 1824 wielki książę Konstanty mianował członków sądu wojennego w składzie dwóch oficerów i audytora. Przewodniczącym został baron generał Grigorij Rozen. Sąd toczył się pod nadzorem Nowosilcowa z nakazem sądzenia z całą surowością. 28 lutego 1824 zapadł niezwykle surowy wyrok, który miał zastraszyć młodzież Ziem Zabranych. Janczewskiego i Witkiewicza skazano na karę śmierci. Pozostałych na dożywotnie ciężkie roboty i zesłanie na Sybir. Denuncjatorzy odebrali odznaczenia „za usierdje i wiernost”.
Na tajne polecenie wielkiego księcia Konstantego policji wileńskiej nakazano zebrać informacje o nastrojach ludności miasta podczas wywożenia w samo południe 8 marca 1824 r. uczniów ze Żmudzi.
„...zebrał się ogromny tłum ludzi, który odprowadził więźniów od głównego odwachu aż za Ostrą Bramę. Na spotkanie ich przybyło aż 15 powozów prawdopodobnie osób zainteresowanych losem przestępców. Tegoż dnia o godzinie 11 przed północą wysłano pozostałych, to jest Witkiewicza, Pieślaka, Suchockiego i Iwaszkiewicza, odprowadzał ich tłum znacznie jeszcze liczniejszy. ... Przestępcy podczas wywożenia, a nawet w czasie okuwania w kajdany, nie okazywali najmniejszej skruchy i byli zupełnie obojętni na los, jaki ich spotkał. U odprowadzających znać było współczucie, w szczególności zaś spostrzeżono ojca Janczewskiego, który stał w pewnej odległości od pojazdu syna, przejęty najdotkliwszą boleścią. [...]”"
Wydarzenia te zostały opisane osiem lat później w III części „Dziadów” Adama Mickiewicza. Kary dla uczniów z Króż zostały złagodzone.